# Стучевский, Иоахим Калманович
Иоахим Калманович (Иехояхи́н, Иоахим Клементьевич) Стуче́вский (при рождении Ха́им Э́ля-Ка́лменович Стуче́вский; 6 февраля 1891, Ромны, Полтавская губерния — 14 ноября 1982, Тель-Авив) — израильский композитор, виолончелист, музыковед и музыкально-общественный деятель.

## Биография
Хаим Стучевский родился 25 января (по старому стилю) 1891 года в Ромнах (Полтавская губерния Российской империи) в семье потомственных клезмеров. Его отец — роменский мещанин Эля-Калмен Лейбович Стучевский был кларнетистом. Мать — Либа Стучевская. Дед — роменский мещанин Лейб Эльевич Стучевский (1845 — 27 апреля 1901, Ромны). Хаим, как и его младшие братья Семён (в будущем пианист, народный артист РСФСР) и Александр (в будущем флейтист, солист оркестра Большого театра), с детства начал учиться музыке и вскоре уже играл в клезмерских ансамблях со своим отцом. Начав в пять лет со скрипки, в дальнейшем Иоахим перешёл на виолончель. В Херсоне, куда в 1903 году перебралась его семья, он брал уроки игры на виолончели у А. В. Кузнецова (ученика К. Ю. Давыдова) и у А. А. Лукинича. С 1909 года учился в Лейпцигской консерватории у Юлиуса Кленгеля, окончив учёбу в 1912 году.
По окончании консерватории Стучевский остался в Германии, чтобы избежать военной службы. Он играл в Йенском струнном квартете и в местном симфоническом оркестре, а после начала Первой мировой войны ему пришлось, как русскому подданному, уехать из Германии в Швейцарию, где он до 1924 года преподавал в Цюрихе. Во время пребывания в Цюрихе он работал над учебником виолончельной игры, ставшим впоследствии одним из основных учебников XX века по этому инструменту (в частности, русский перевод первых двух томов вышел в Москве в 1934—35 годах). Помимо преподавания, он также давал концерты как солист и в составе камерных коллективов. В эти годы он начал сотрудничать с Обществом еврейской народной музыки, давая лекции и концерты еврейской музыки.
В 1924 году Стучевский переехал в Вену. Там он стал участником Венского струнного квартета (иначе известного как Квартет Колиша), первым исполнявшего произведения авторов Новой венской школы (Шёнберга, Берга, Веберна). Он также был членом Венского трио и Венского дуэта, где его партнёром был пианист Фридрих Вюрер. В Вене Стучевский стал организатором местного Общества еврейской музыки, а также сионистской газеты «Die Stimme». Он уделял значительное внимание изучению еврейского фольклора, написав в эти годы ряд произведений, в которых сочетались еврейские фольклорные мотивы и традиционные европейские музыкальные формы. В числе произведений этого периода были «13 еврейских народных мелодий» (1924) и «Еврейская песня» (1937) для виолончели и фортепиано, «Четыре еврейских танца» (1929) и «Палестинские эскизы» (1931) для фортепиано и другие работы.
В 1938 году, накануне аншлюса Австрии нацистской Германией, Стучевский со своей невестой и бывшей ученицей Ревеккой Шейн бежал из Вены в Швейцарию, а оттуда в Палестину. Там он стал инспектором Национального совета (Ваад Леуми) еврейского ишува по делам музыкального образования, а также вёл преподавательскую работу и давал концерты в городах и еврейских сельскохозяйственных поселениях. Помимо сольных выступлений, он создал с Иосифом Каминским, концертмейстером скрипок Палестинского филармонического оркестра, струнный квартет, а также выступал с пианистом Михаэлем Таубе и со своей второй женой Юлией, певицей-сопрано. Концерты в разных населённых пунктах часто организовывались за его счёт.
В преддверии создания Государства Израиль и после его основания Стучевский продолжал работу по сбору еврейского фольклора. В первую очередь его интересовали хасидские мелодии. В 1946 году он выпустил сборник «Народные песни», в 1950 году — «120 хасидских мелодий», а в начале 70-х годов — три тома «Хасидских напевов». В 1959 году в Тель-Авиве вышли его научные труды, посвящённые клезмерам и музыкальному фольклору евреев Восточной Европы. Он также продолжал сочинять собственные произведения, в основном оставаясь в рамках малых форм и сохраняя верность позднеромантическому стилю, который он так и не променял на новые веяния. Среди работ крупных жанров этого периода — кантата «Песнь светлой скорби» на слова Шлойме Шенхуда, посвящённая бойцам Войны за независимость (1957); симфонические поэмы «Цфат» (1960) и «Израиль» (1964; премия Израильского филармонического оркестра); сюиты для виолончели и фортепиано («Израильская», 1942; «Хасидская», 1946). Последней его работой стали написанные в 1982 году «Четыре еврейские мелодии». Его переложения для виолончели классических фортепианных произведений получили особую известность и вошли в современный мировой виолончельный репертуар. В первые десятилетия после основания Израиля Стучевский также издал ряд учебно-педагогических работ для юных музыкантов.

## Основные сочинения
Список приводится по биографической справке, составленной проф. Иехоашем Гиршбергом.

### Оркестровые произведения
- Концертино для виолончели с оркестром (1957)
- «К юности» (1958)
- Фантазия для гобоя, арфы и струнного оркестра (1959)
- Концертанте для флейты и струнного оркестра (1963)

### Камерная музыка
- «Боже, зачем ты нас оставил» для виолончели и фортепиано (1923)
- «Четыре еврейских танца» для фортепиано (1929)
- «Хасидский танец» для фортепиано (1934)
- «Виды Израиля» для фортепиано (1950)
- «Кадиш» для виолончели и фортепиано (1957)
- «Композиция» для виолончели (1970)
- «Израильская сюита» для виолончели и фортепиано (1977)

### Вокальная и хоровая музыка
- «Песня для моего сердца» (сл. М. Штекелис, 1954)
- «Горянка» (сл. У. Офека, 1955)
- «Пять песен» (1955)
- «Герцль» (сл. А. Бройдеса, 1956)

## Признание заслуг
За время послевоенной деятельности Иоахим Стучевский был удостоен ряда израильских и международных наград. В 1963 году он получил Премию имени Пятигорского, вручаемую Международной ассоциацией виолончелистов в Нью-Йорке. Среди израильских наград Стучевского — три Премии имени Энгеля (1951, 1959 и 1965) и премия Ассоциации композиторов, авторов и музыкальных издателей в Израиле (АКУМ, 1973).